# Due tipi incorreggibili
Due tipi incorreggibili (Tough Guys) è un film del 1986 diretto da Jeff Kanew e interpretato da Burt Lancaster, Kirk Douglas e Charles Durning.

## Trama
Usciti di galera dopo una reclusione di trent'anni, i due gangster Harry e Archie, non più giovani, si ritrovano di fronte ad un mondo diverso da quello che avevano lasciato. Costretti inizialmente ad adattarsi alla nuova realtà i due rimarranno terribilmente delusi da come il mondo e la società attuale sono cambiati. I due però non demordono e decidono di ritentare l'assalto al treno per il quale erano stati arrestati e condannati anni prima.